# 俄羅斯帝國海軍
俄羅斯帝國海軍（俄语：Российский императорский флот）是俄羅斯從1696年開始直到1917年之間的海軍力量。
1696年俄羅斯沙皇國與奧斯曼帝國的亞速海戰中，彼得大帝下令創立正規海軍。其軍力在18世紀下半葉至19世紀初達到了頂峰的實力，規模僅次於英法的艦隊，由於在19世紀後俄羅斯的工業與經濟發展緩慢海軍開始進入衰退期，但經過尼古拉二世統治後期軍力開始復甦，直到日俄戰爭後太平洋艦隊遭到嚴重受創，第一次世界大戰與德國強爭波羅的海，黑海艦隊則在博斯普魯斯海峽布雷，以防止奧斯曼帝國海軍進入黑海。最終由於1917年俄国革命退出一戰後，波羅的海艦隊撤出了芬蘭灣的赫爾辛基和塔林基地，撤回喀琅施塔得。1918年象徵著俄羅斯帝國海軍的結束，其與雙方戰鬥的水手與艦艇成為了建立蘇聯海軍的核心要素。

## 背景
在沙皇米哈伊尔·费奥多罗维奇·罗曼诺夫治下，第一条沙俄自建的三桅战船于1636年完成。它叫弗里德里克号，但不幸在里海的处女航中遇风暴沉没。
在俄瑞战争(1656–58)中俄軍奪取了瑞典在道加瓦河的陶格夫匹尔斯和科肯胡森軍事要塞，並分別重新命名为鲍里索格莱布斯克與太子德米特里耶夫。一名有波雅尔稱號的貴族Afanasy Ordin-Nashchokin在后者的位置上建了船厂，建造向波罗的海航行的船只，但是之后俄国又败于瑞典而交还了所有得到的土地，尚未完工的船隻也被毁。
波雅爾Ordin-Nashchyokin失敗後並沒有因此放棄，並轉移注意到伏爾加河與裏海，隨後沙皇批准波雅爾帶來了荷蘭造船專家到奧卡河和伏爾加河的匯合處附近的小鎮，於1667年冬季開始造船，在2年內完成了4艘船分別為1艘槳帆船命名為 Орёл("Oryol" = "鷹")與其他3艘小船

## 阅读
- （俄文） Elagin Sergei Ivanovich. (1864) History of the Russian fleet. Period of Azov（页面存档备份，存于） (История русского флота. Период Азовский) DjVu and PDF formats at Runivers.ru
- （俄文） Viskovatov A. A brief historical overview of sea voyages of Russian and shipping them at all until the outcome of the 17th century （页面存档备份，存于） (1864) DjVu format at Runivers.ru
- （俄文） Veselago Theodosius F. List of Russian warships from 1668 to 1869 （页面存档备份，存于） (1872) DjVu and PDF formats at Runivers.ru
- （俄文） Veselago Theodosius F. Essays on Russian naval history （页面存档备份，存于） (1875) DjVu and PDF formats at Runivers.ru
- （俄文） Veselago Theodosius F. Brief information about the Russian naval battles in two centuries from 1656 to 1856 （页面存档备份，存于） (1871) DjVu and PDF formats at Runivers.ru
- （俄文） Belavenets Peter Ivanovich. Do We Need a fleet and its significance in the history of Russia （页面存档备份，存于） (1910). DjVu format at Runivers.ru
- （俄文） Arens, Evgeniy. Russian Navy (1904)（页面存档备份，存于）. DjVu and PDF formats at Runivers.ru